# Petrikirche (Kleefeld)

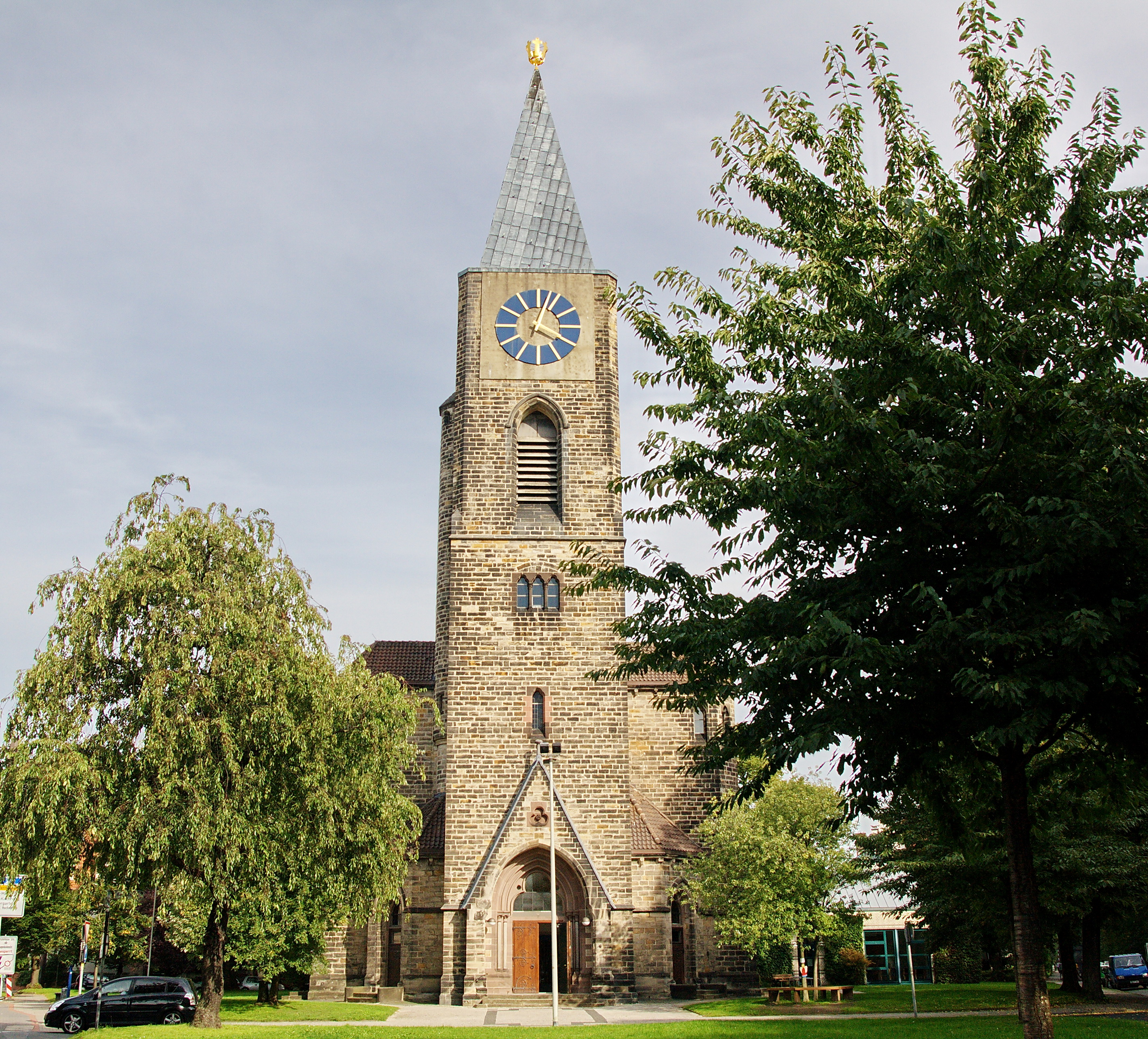
Petrikirche

Die evangelisch-lutherische Petrikirche ist ein Kirchenbau im neugotischen Stil im hannoverschen Stadtteil Kleefeld. Sie ist Sitz der Superintendentur des Amtsbereichs Hannover-Südost. Zusammen mit der Nikodemuskirche bildet sie eine Gemeinde.

## Geschichte
1873 wurde von Conrad Wilhelm Hase in Kleefeld eine erste Kapelle errichtet. Bis zum Jahr 1883 gehörte die Kapellengemeinde zur Gartenkirche in der Marienstraße von Hannover. Danach wurde sie eine eigenständige Kirchengemeinde und beschloss, eine eigene Kirche zu errichten.
Der Kirchenbau mit einem 59 m hohen Kirchturm entstand ab 1899 nach Entwürfen von Baurat Rudolph Eberhard Hillebrand. In der heutigen Petrikirche konnte 1902 ein erster Gottesdienst gefeiert werden. 1927 wurde auf dem Gelände der alten Kapelle das Gemeindehaus errichtet.
Bei dem schweren Luftangriff auf Hannover am 9. Oktober 1943 brannte die von Brandbomben getroffene Kirche aus. Nach dem Wiederaufbau 1953 weihte Landesbischof Johannes Lilje am 3. Oktober 1953 das neue Gotteshaus. Im Jahr 1963 wurde der Turm fertiggestellt. 1993 bekam die Kirche einen neuen Anbau. Seit dem 1. September 2005 ist Thomas Höflich Pastor an der Petrikirche und Superintendent des Amtsbereiches Hannover Süd-Ost. Monatlich finden Gottesdienste in englischer Sprache statt.

## Orgel
Die Orgel wurde 1957 von der Orgelbaufirma  Gebrüder Hillebrand Orgelbau  erbaut. Das Instrument hat 39 Register auf drei Manualen und Pedal. Die Spieltrakturen sind mechanisch, die Registertrakturen sind elektrisch.
| I Rückpositiv C–g3 |        |
| Rohrgedackt        | 8′     |
| Quintade           | 8′     |
| Prinzipal          | 4′     |
| Rohrflöte          | 4′     |
| Nasat              | 2 ⁄3′  |
| Gemshorn           | 2′     |
| Terz               | 1 3⁄5′ |
| Scharff IV         |        |
| Rankett            | 16′    |
| Dulzian            | 8′     |
| Tremulant          |        |

| II Hauptwerk C–g3 |       |
| Pommer            | 16′   |
| Prinzipal         | 8′    |
| Spillflöte        | 8′    |
| Oktave            | 4′    |
| Nachthorn         | 4′    |
| Quinte            | 2 ⁄3′ |
| Oktave            | 2′    |
| Mixtur Vi-V       |       |
| Oktavzimbel III   |       |
| Fagott            | 16′   |
| Trompete          | 8′    |

| III Brust-Schwellwerk C–g3 |       |
| Sing.Gedackt               | 8′    |
| Spitzflöte                 | 4′    |
| Waldflöte                  | 2′    |
| Sifflöte                   | 1 ⁄3′ |
| Oktave                     | 1′    |
| Scharff III                |       |
| Zimbel II                  |       |
| Regal                      | 8′    |
| Tremulant                  |       |

| Pedalwerk C–f1 |     |
| Prinzipal      | 16′ |
| Subbaß         | 16′ |
| Oktave         | 8′  |
| Gedacktbaß     | 8′  |
| Oktave         | 4′  |
| Nachthorn      | 2′  |
| Mixtur V       |     |
| Posaune        | 16′ |
| Trompete       | 8′  |
| Zink           | 4′  |

- Koppeln: I/II, III/II, I/P, II/P